# Битва при Карильоне
Битва при Карильоне (англ. Battle of Carillon), оно же сражение при Тикондероге (англ. Battle of Ticonderoga) — одно из крупнейших сражений Франко-Индейской войны, которое произошло 8 июля 1758 года около французского форта Карильон на берегу озера Шамплейн на пограничной территории между британской колонией Нью-Йорк и французской колонией Новая Франция.
В ходе сражения, которое происходило на равнине около форта, французская армия в 3600 человек под командованием генерала Луи-Жозефа де Монкальма и генерала Де Леви разбила значительно превосходящую их по численности британскую армию генерала Эберкромби. Британский генерал не смог своевременно подвести орудия и приказал атаковать укреплённую позицию противника с фронта. Это сражение стало самым кровопролитным сражением Франко-индейской войны: англичане потеряли более 2000 человек, а французы около 400.
Поход на форт Карильон с самого начала планировался со множеством ошибок, а сражение при Карильоне многие историки считают классическим примером тактической безграмотности. Эберкромби был уверен в лёгкой победе, и не стал планировать сложных манёвров, не пытался обойти фланги противника, не стал дожидаться подхода своей артиллерии, и не стал начинать правильной осады укреплений. Монкальм, зная о слабости самого форта Карильон, активно строил земляные укрепления, но и он совершил множество ошибок, и его могли легко разбить при правильной стратегии.
Через год форт был покинут французской армией и занят англичанами, которые переименовали его в форт Тикондерога. Сражение при Карильоне создало форту репутацию неприступного укрепления, что повлияло на последующие боевые действия, и на ход последующей Войны за независимость США. Американцы захватили форт в 1775 году, а англичане захватили его в 1777 году, но сражение при Карильоне осталось единственным крупным сражением у стен форта.

## Предыстория
1 декабря 1757 года, когда завершилась кампания 1757 года, в Лондоне собралась сессия британского парламента, на которой король выступил с речью, призвав энергичнее вести войну в Америке. 7 декабря был предоставлен отчёт о численности британской армии, из которого следовало, что она насчитывает 86500 человек, из которых 30 000 служили в Гибралтаре и колониях. Премьер-министр Уильям Питт Старший считал американский театр самым важным театром войны. Его план кампании на 1758 год предполагал наступление тремя армиями: генерал Амхерст должен был осадить и захватить Луисбург; генерал Эберкромби должен был наступать на форт Карильон и Краун-Пойнт, а оттуда на Монреаль и Квебек; третья же армия, под командованием генерала Джона Форбса, должна была взять форт Дюкен в долине Огайо.
И если для кампании 1757 года Уильям Питт запросил у колоний выставить 4 000 солдат, то для кампании 1758 года он запросил сразу 20 000 человек. Он обещал оплатить палатки, продовольствие и оружие, так что колонии оплачивали только одежду и жалованье, но и эти суммы Питт обещал по возможности компенсировать.
В целом для осуществления своих планов Питт задействовал 20 000 регулярных войск и 22 000 колониальных. Британия впервые использовала такую крупную армию в колониях.
19 февраля 1758 года флот адмирала Боскауэна отбыл в Америку с конвоем, прибыл в Галифакс, оттуда отправился к Луисбургу с армией 11 000 человек на борту, и 2 июня прибыл в залив Габарус. 27 июня Луисбург сдался. Амхерст предложил Боскауэну двигаться дальше к Квебеку, но тот не решился, и таким образом, оборона Луисбурга не дала Амхерсту возможности поддержать наступление Эберкромби на Квебек.

### Наступление Эберкромби
11 мая Эберкромби прибыл в Олбани, где шла подготовка к экспедиции. Историк Уильям Кингсфорд писал, что Эберкромби вошёл в историю как бездарный главнокомандующий, лишённый, возможно, даже личной храбрости, но едва ли он заслужил такую оценку. Он принадлежал к той категории офицеров, что решали проблемы решительными атаками, а не сложными манёврами. Судя по его переписке, он был умным и эффективным командующим, и мог грамотно и решительно исполнять отданные ему приказы. Но в Америке он плохо понимал характер войны и особенности местности. Армия Эберкромби по отчётам от 29 июня состояла из регуляров и провинциальных войск:
- 27-й пехотный полк, 664 чел.
- 42-й пехотный полк, 1000 чел.
- 44-й пехотный полк, 970 чел.
- 46-й пехотный полк, 665 чел.
- 55-й пехотный полк, 683 чел.
- 1-й батальон 60-го полка, 569 чел.
- 4-й батальон 60-го полка, 932 чел.
- Лёгкая пехота полковника Гейджа[англ.] , 403 чел.
- Рейнджеры, 520 чел.
  - Итого 6405
- Массачусетские полки (2848 чел.):
  - Рагглса, 449 чел
  - Доти, 869 чел.
  - Пиблса, 525 чел.
  - Уильямса, 563 чел.
  - Партриджа, 442 чел.
- Остальные провинции (5960 чел):
  - Нью-Йорк, 1715 чел.
  - Нью-Джерси, 922 чел.
  - Коннектикут, 475 чел.

Перед началом кампании требовалось решить, как поступить с теми полками, что капитулировали ранее в форте Уильям-Генри, и теперь не имели права участвовать в боевых действиях. Британские генералы пришли к выводу, что условия капитуляции были нарушены с французской стороны. Последовала долгая дискуссия, и в итоге 25 июня 1758 года Эберкромби издал указ, объявлявший условия капитуляции 9 августа 1757 года недействительными. Сдавшиеся полки были объявлены действующей частью армии так, как если бы капитуляции не было. Этот приказ был зачитан во всех лагерях армии.
По единодушному мнению всех свидетелей подготовка к походу была полностью завершена, и только артиллерия по какой-то причине отсутствовала. 4 июля 1758 года армейское имущество погрузили на лодки (900 бытовых и 135 китобойных лодок). Эберкромби писал, что в погрузке участвовала и артиллерия, но Уильям Кингсфорд писал, что не смог выявить присутствия каких-либо орудий кроме тех, что были установлены на плотах для прикрытия высадки. Утром 5 июля погрузилось 6367 регуляров и 9024 колониальных войск. Путь по озеру Джордж был проделан за ночь и лодки вышли к месту десанта на северном берегу озера 6 июля в 10:00. Пехота высадилась на сушу без противодействия со стороны французов.

### Положение французской армии
Фортом Карильон в начале кампании командовал полковник Франсуа-Шарль де Бурламак. К 23 июня он уже знал, что противник готовит большое наступление. 10 июня он отправил к генералу Эберкромби гонца с письмом, и так как он не вернулся вовремя, то было решено, что он стал свидетелем подготовки, и по этой причине англичане его задержали (Хотя на самом деле гонец просто опоздал). Бурламак удвоил усилия по разведке, и вскоре узнал от пленных точную численность армии Эберкромби.
30 июня в форт прибыл Луи-Жозеф де Монкальм и принял командование. Он обнаружил, что гарнизон форта очень слаб, всего 3500 человек с запасами еды на 9 дней, в то время как по данным разведки британцы собрали у форта Уильям-Генри армию в 20 000 человек. Поскольку укрепления форта тоже были слабы, Монкальм решил укрепить все возможные подходы к форту. Он велел Бурламаку взять три батальона и построить укрепления на волоке в 3 километрах от северной оконечности озера Джордж и в 10 километрах от форта Карильон. Сам он взял два батальона и построил укреплённый лагерь около мельницы. Он отправил в Монреаль описание положения форта и запросил прислать к нему, если это возможно, отряд Де Леви, который ранее предполагалось отправить в форты западного фронтира. Получив это письмо, губернатор Пьер де Водрёй велел де Леви идти со всем своим отрядом (400 человек) к Карильону. Де Леви выступил из Монреаля 2 июля.
5 июля Бурламак узнал, что британский флот уже приближается, и отправил отряд в 350 человек под командованием капитана Трепезе, чтобы наблюдать за противником и по возможности не дать ему высадиться на сушу. Но Монкальм, узнав о размерах британского флота, велел Бурламаку отступить. Бурламак возразил против этого решения, но после трижды повторённого приказа всё же отошел. Монкальм отвёл все войска в форт и разрушил все мосты. Из-за этого отряд Трепезе оказался слишком далеко от своей базы, а сопровождающие его индейцы покинули его, когда узнали о размере британской армии.
С вечера 6 июля французы начали строить укрепления на высотах в 1,2 километра к северо-западу от форта. 7 июля они соорудили завалы из деревьев перед своими позициями. К концу дня они укрепили земляной вал укреплений бревенчатым бруствером. Эти укрепления могли надёжно защитить гарнизон от мушкетного огня, но могли быть легко разрушены артиллерией.
Французский воинский контингент в Северной Америке составлял около 5 000 регулярных войск, 6 000 ополченцев и некоторое количество воинов из союзных индейских племён. Британские же войска насчитывали до 50 000 солдат. Для операции против форта Карильон англичане собрали крупные силы: под развалинами форта Уильям-Генри была собрана шестнадцатитысячная армия под руководством генерала Джеймса Аберкромби. Помимо регулярных частей численностью 6 тысяч человек, в составе которых находился знаменитый шотландский хайлендерский батальон, армия включала в себя также отряды ополчения из Коннектикута, Массачусетса, Нью-Йорка, Нью-Джерси (всего 10 тысяч человек). В распоряжении Монкальма, прибывшего в Карильон 30 июня, находилось 3500 солдат, в том числе отряды ополчения и воины союзных индейских племён. Запасов продовольствия в форте хватало лишь на 9 дней.

## Сражение
5 июля 1758 года британская армия начала переправу через озеро Джордж на северный берег. Монкальм в это время послал 3 батальона занять речную переправу в шести милях от форта, сам же с двумя батальонами занял стратегически важные высоты близ форта и закрепился там, приказав выстроить деревянные укрепления. Резерв был расположен в форте, часть резерва разместилась в окрестностях форта позади укреплений.
Британские войска высадились на северный берег 6 июля. Продвижение англичан к форту сопровождалось крупными боями с французскими отрядами. На военном совете было принято решение атаковать форт 8 июля, не дожидаясь подхода трёхтысячного французского отряда генерала Леви. Сражение началось 8 июля с мелких стычек между наступавшими британскими войсками и оставшимися в окрестностях форта французскими отрядами. Английские войска согласно приказу главнокомандующего выстроились в 3 линии и пошли в лобовую атаку на укреплённые высоты, занятые французскими войсками.
В 12:30 был отдан сигнал к атаке. В то время как англичане планировали одновременную атаку по всему фронту наступавшая правая колонна сильно оторвалась вперёд, нарушив привычный боевой порядок. Французы имели несомненные преимущества перед английскими войсками, так как могли обстреливать англичан с выгодной позиции под защитой высоких деревянных укреплений. Те немногие из английских солдат, кому удавалось взобраться на вал, погибали под ударами французских штыков. Английские войска были буквально скошены французским огнём. Кровавая бойня длилась до самого вечера, пока поражение англичан не стало очевидным. Аберкромби приказал войскам отступать назад к переправам. Уже 9 июля остатки разбитой английской армии достигли лагеря близ развалин форта Уильям-Генри.